# Willibrordi-Dom

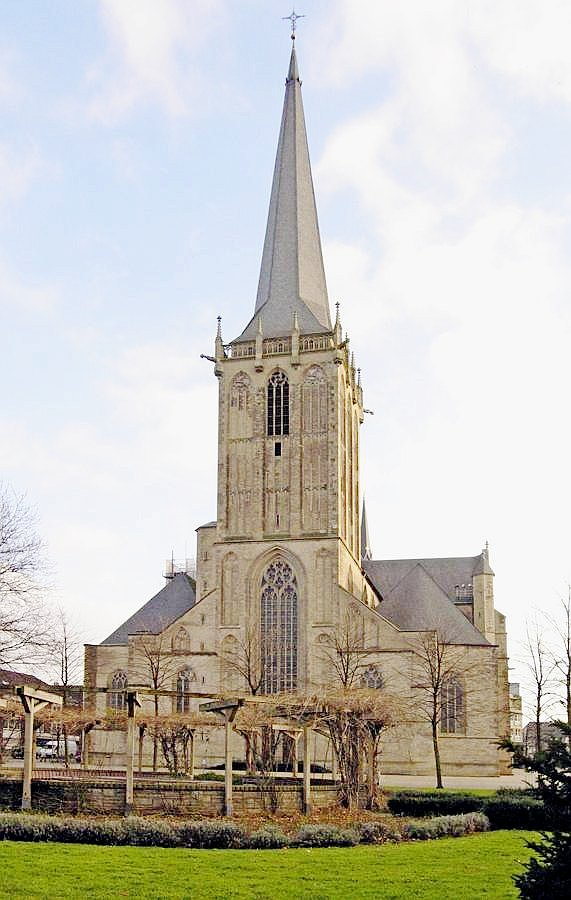
Ansicht von Westen (Willibrordiplatz)

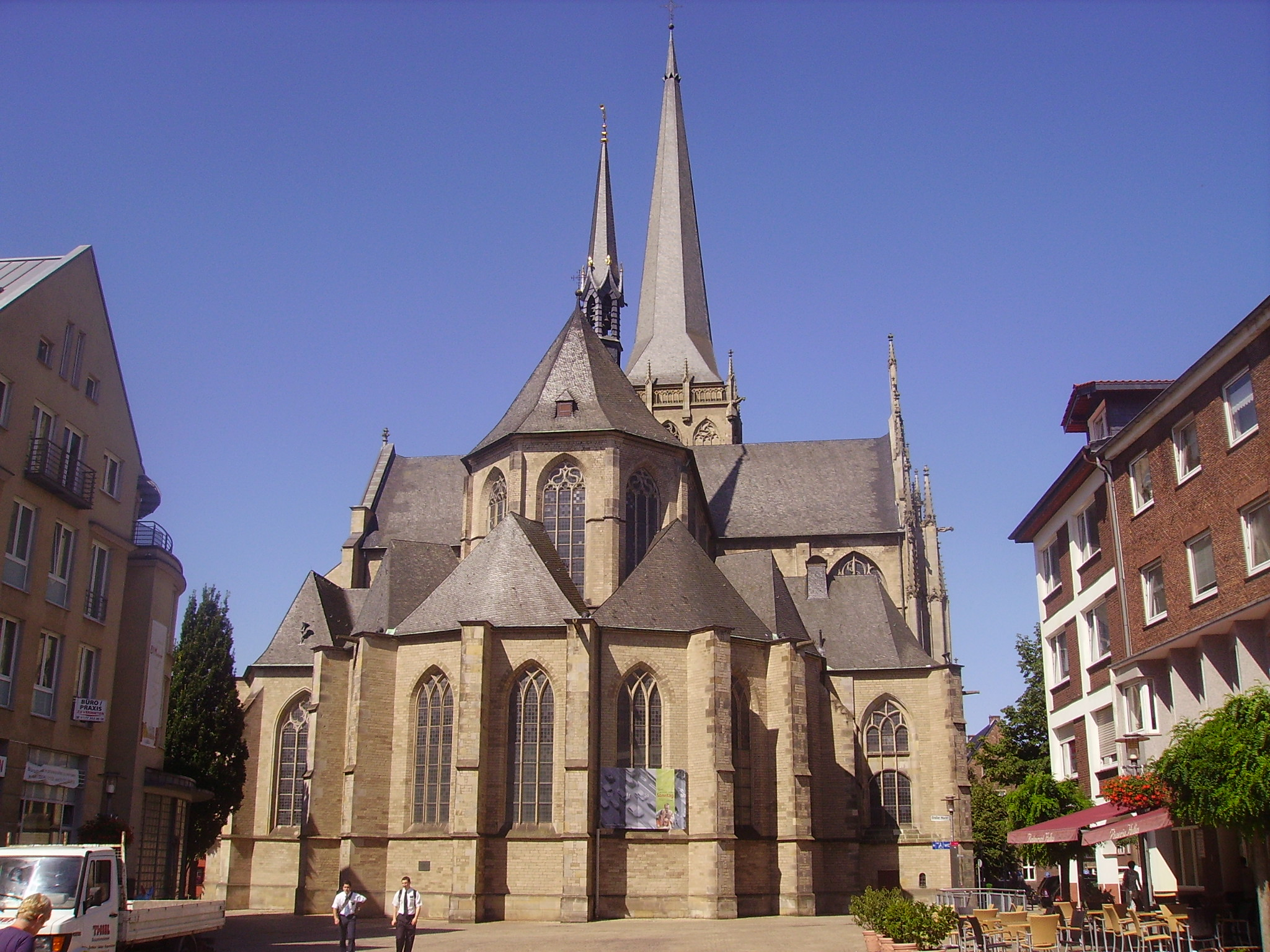
Ansicht von Osten (Großer Markt)

Der Willibrordi-Dom in Wesel wurde von 1498 bis 1540 als spätgotische Basilika mit fünf Kirchenschiffen erbaut. Der 1478 errichtete Turm blieb von dem dreischiffigen gotischen Vorgängerbau von 1424–1480 erhalten.
Der Willibrordi-Dom ist Wesels Stadtkirche, in der die Evangelische Gemeinde Gottesdienste feiert. An den Samstagen vor Ostern (Passionszeit) und Weihnachten (Adventszeit) und zu besonderen Anlässen finden ökumenische Gottesdienste statt. Den äußeren Rahmen bildet der Dom bei herausragenden Veranstaltungen, wie zum Beispiel bei der Gründung einer Städtepartnerschaft.

## Sehenswürdigkeiten
Der Willibrordi-Dom gilt als herausragendes Beispiel der ausklingenden Gotik in Norddeutschland. Seine Sehenswürdigkeiten sind:

### Äußeres
- Das große Westfenster in der Turmhalle aus dem Jahre 1968, von Vincenz Pieper entworfen
- Der nördliche Kreuzschiffsgiebel mit seinem phantasievollen Maßwerk, dessen Kielbogenfiguration auf das Xantener Südportal des Johann von Langenberg zurückgeht.
- Bemerkenswert ist auch das rekonstruierte Brautportal, das nach Entwürfen von G. von Langenberg ursprünglich 1529 bis 1530 entstanden ist und in seinem ursprünglichen spätmittelalterlichen Stil wiedererrichtet wurde.[1][2]
- Das Standbild des Großen Kurfürsten von dem Berliner Bildhauer Karl Dorn am Kreuzschiffsgiebel über dem nördlichen Querhausportal
- Als Pendant das Standbild des Kaisers Wilhelm I. von Bildhauer Friedrich Johannes Pfannschmidt über dem südlichen Querhausportal

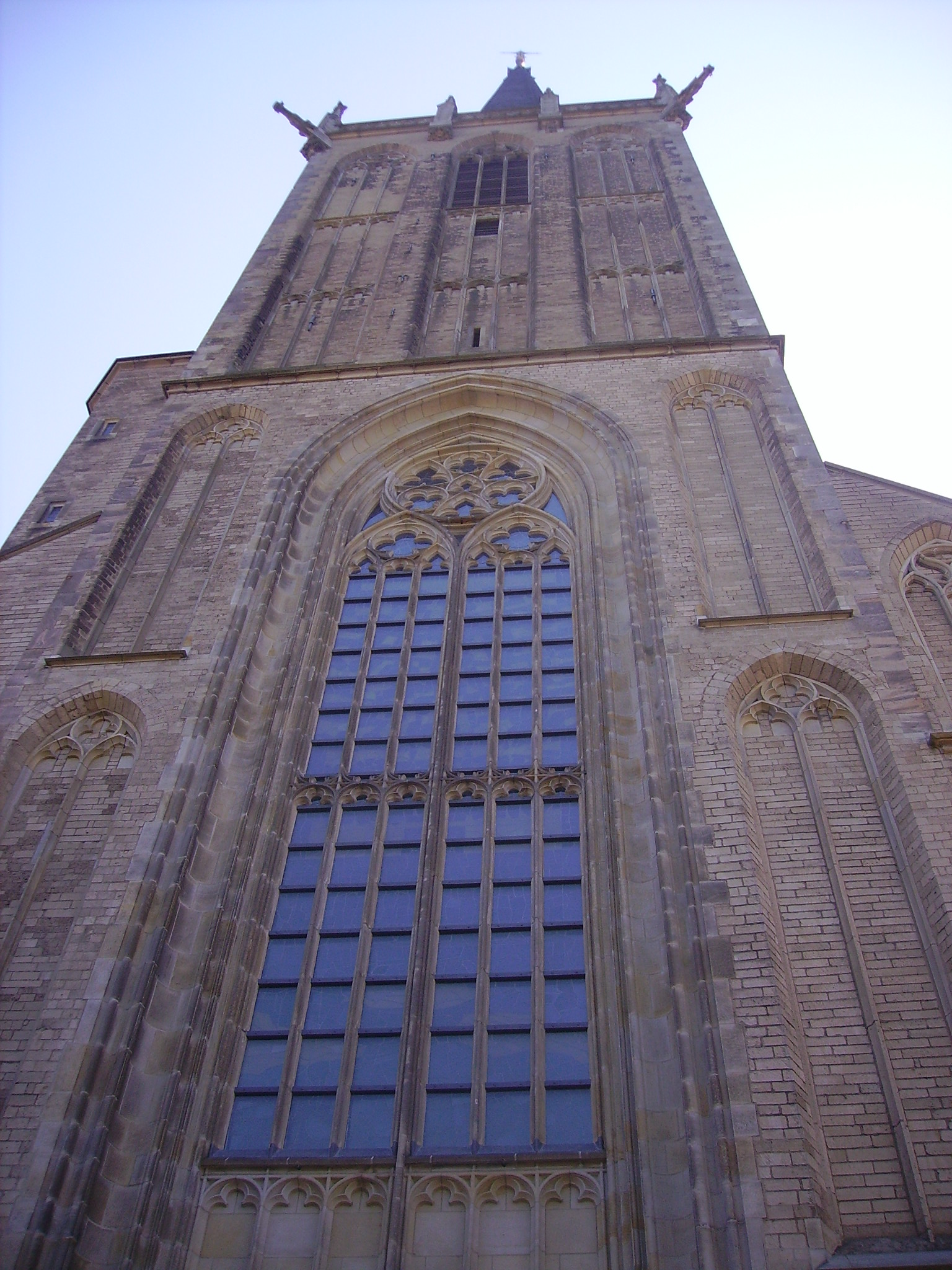
Westfenster zur Turmhalle von außen
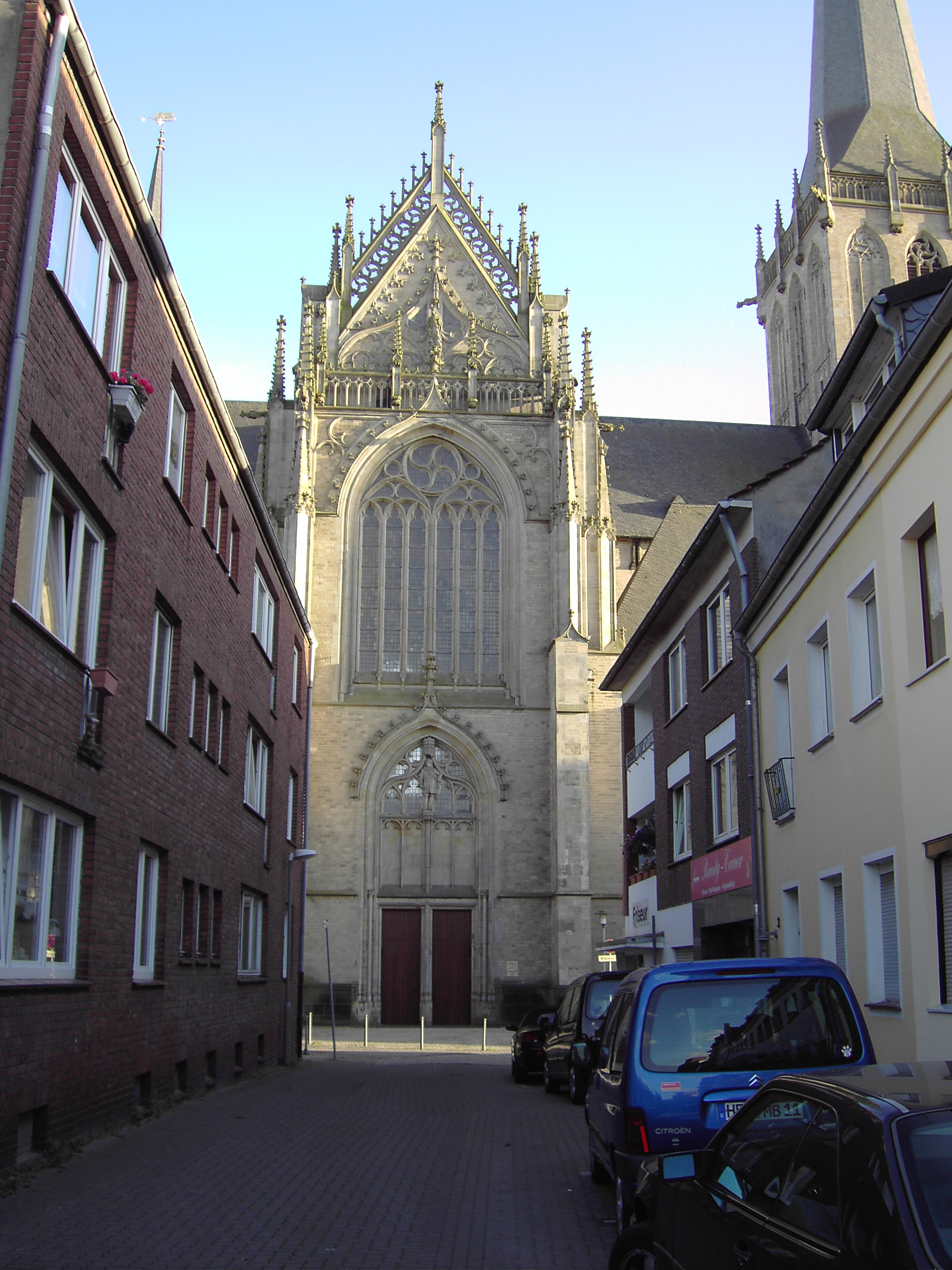
Nordgiebel Blick von der Steinstraße
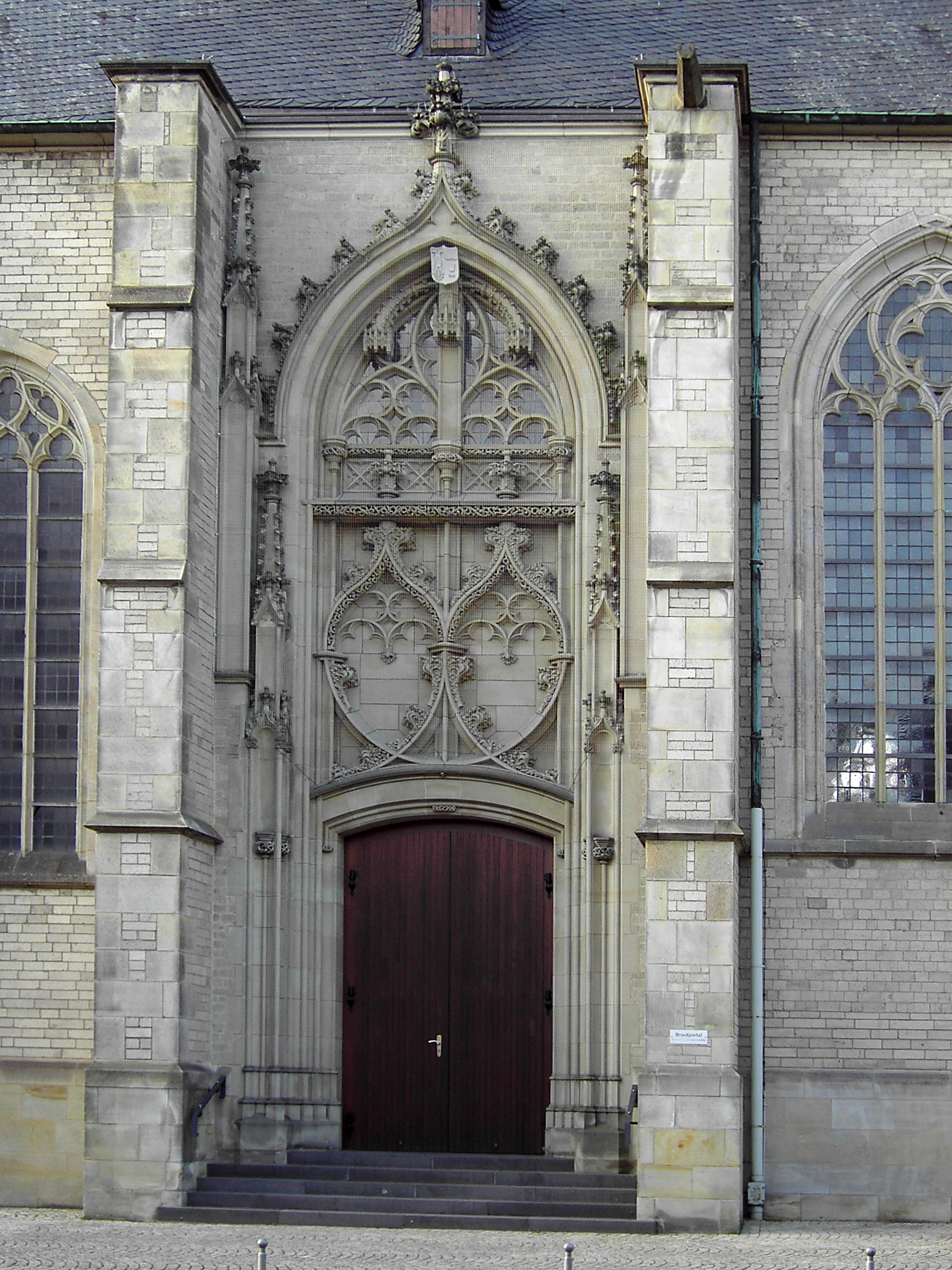
Brautportal noch ohne Wappenteller 2007
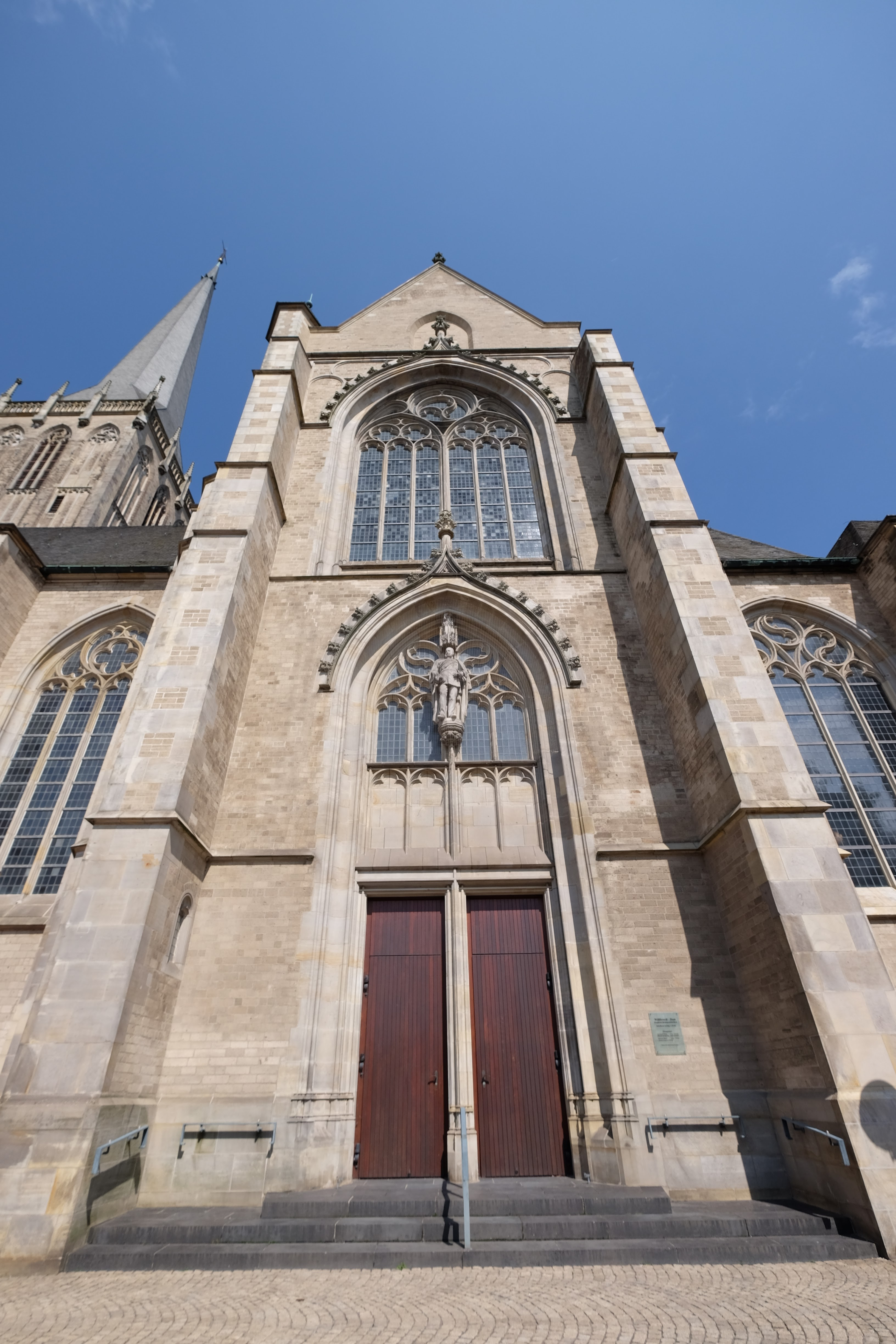
Südliches Querhausportal mit Figur Wilhelm I

### Inneres
- Die Heresbach-Kapelle, abgetrennt durch schmiedeeiserne Gitter. In ihr wurde Konrad Heresbach zusammen mit seiner Frau beerdigt. Ein Grabstein in der Wand erinnert daran.
- Die untergehängten Ziergewölbe in dieser und einer weiteren Seitenkapelle, der Alyschläger-Kapelle. Sie gelten als Höhepunkte spätgotischer Steinmetzarbeit.
- Die Orgel aus dem Jahre 2000 mit 56 Registern, erbaut von der dänischen Orgelbaufirma Marcussen & Søn nach einem Entwurf des Bonner Architekten Ralph Schweitzer
- der „Weseler Altar“ (1996), ein modernes Kunstwerk vom Stuttgarter Ben Willikens

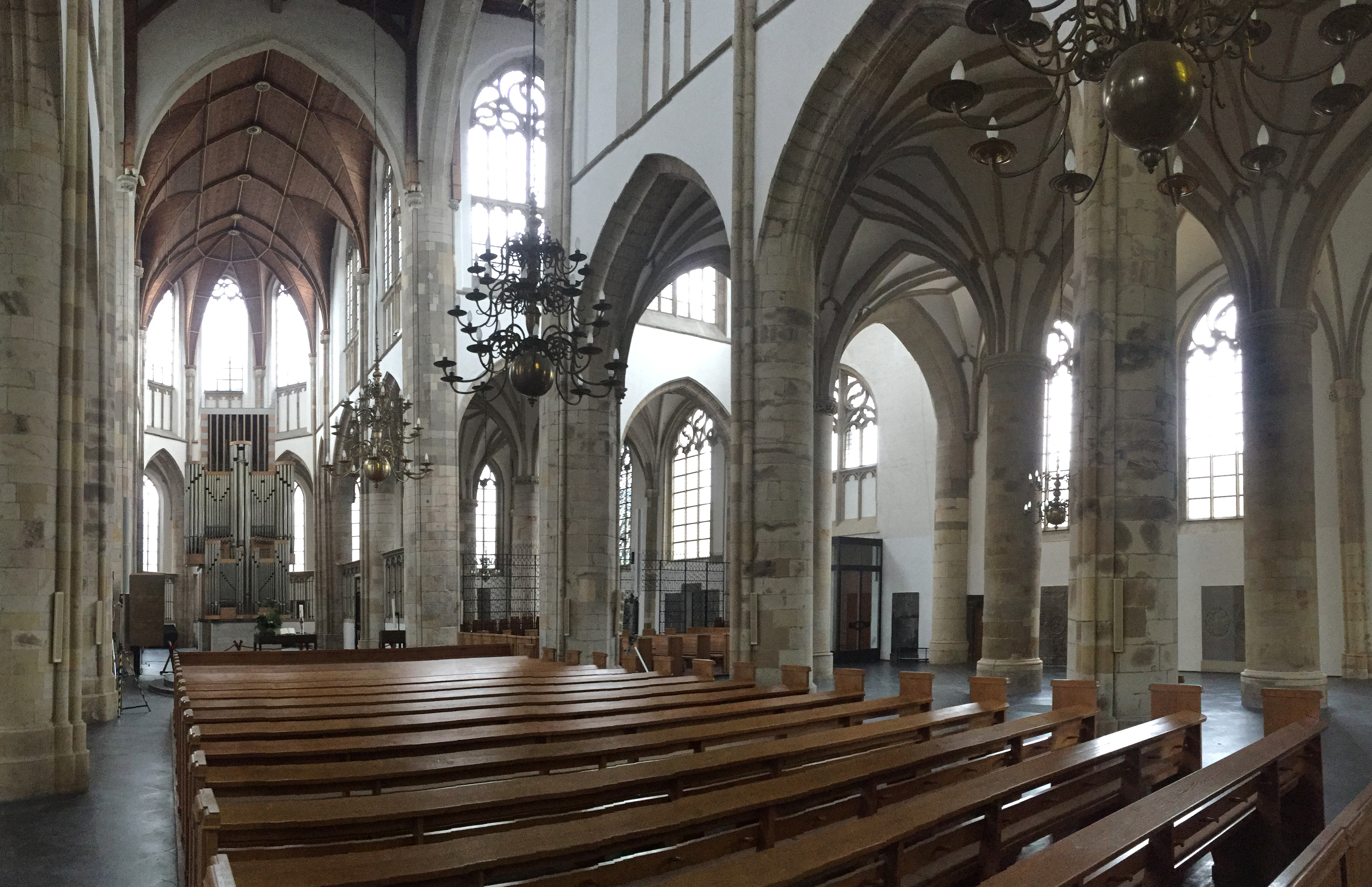
Panorama des Innenraums nach Nordosten
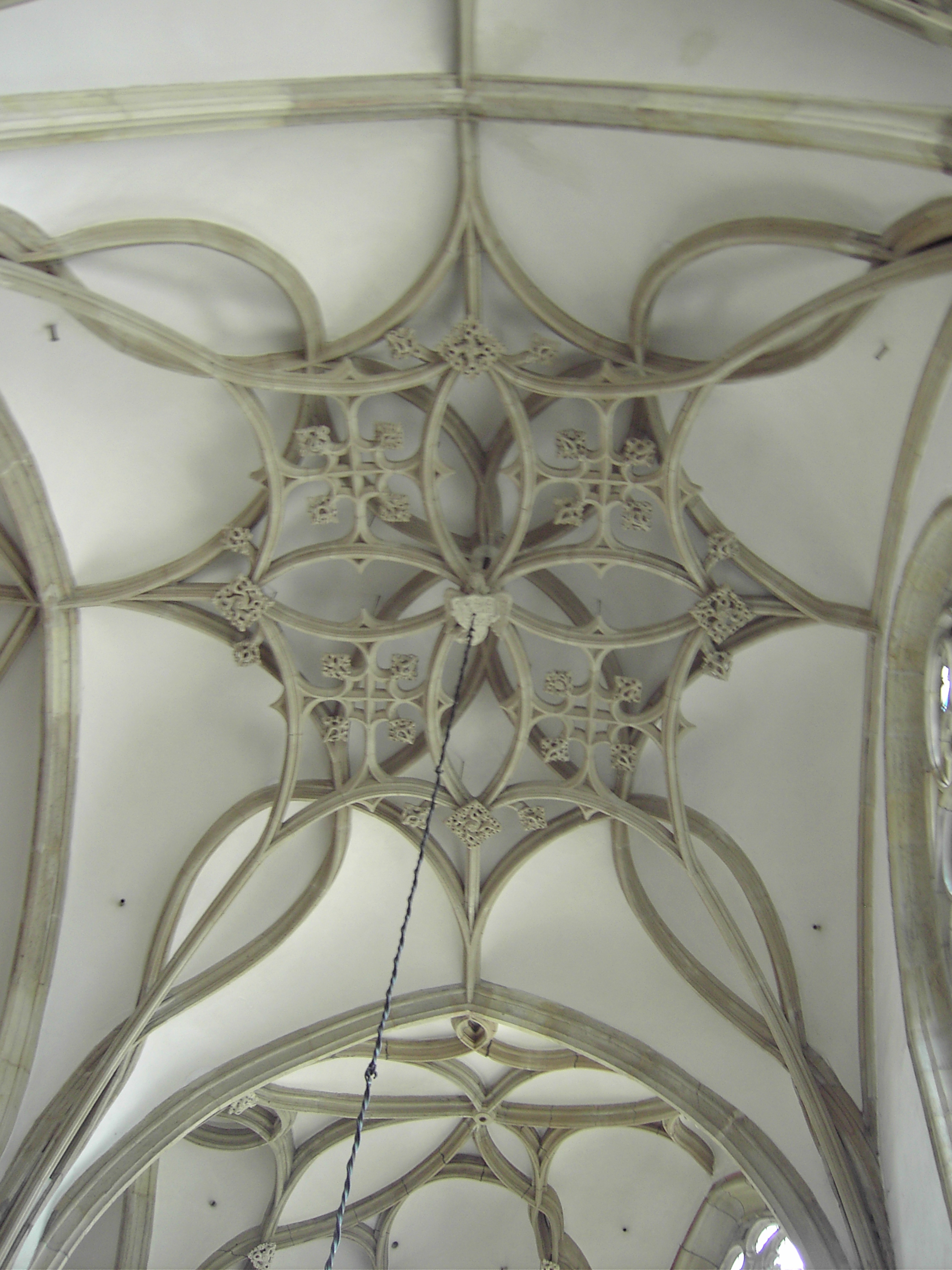
Untergehängtes Ziergewölbe in der Heresbachkapelle
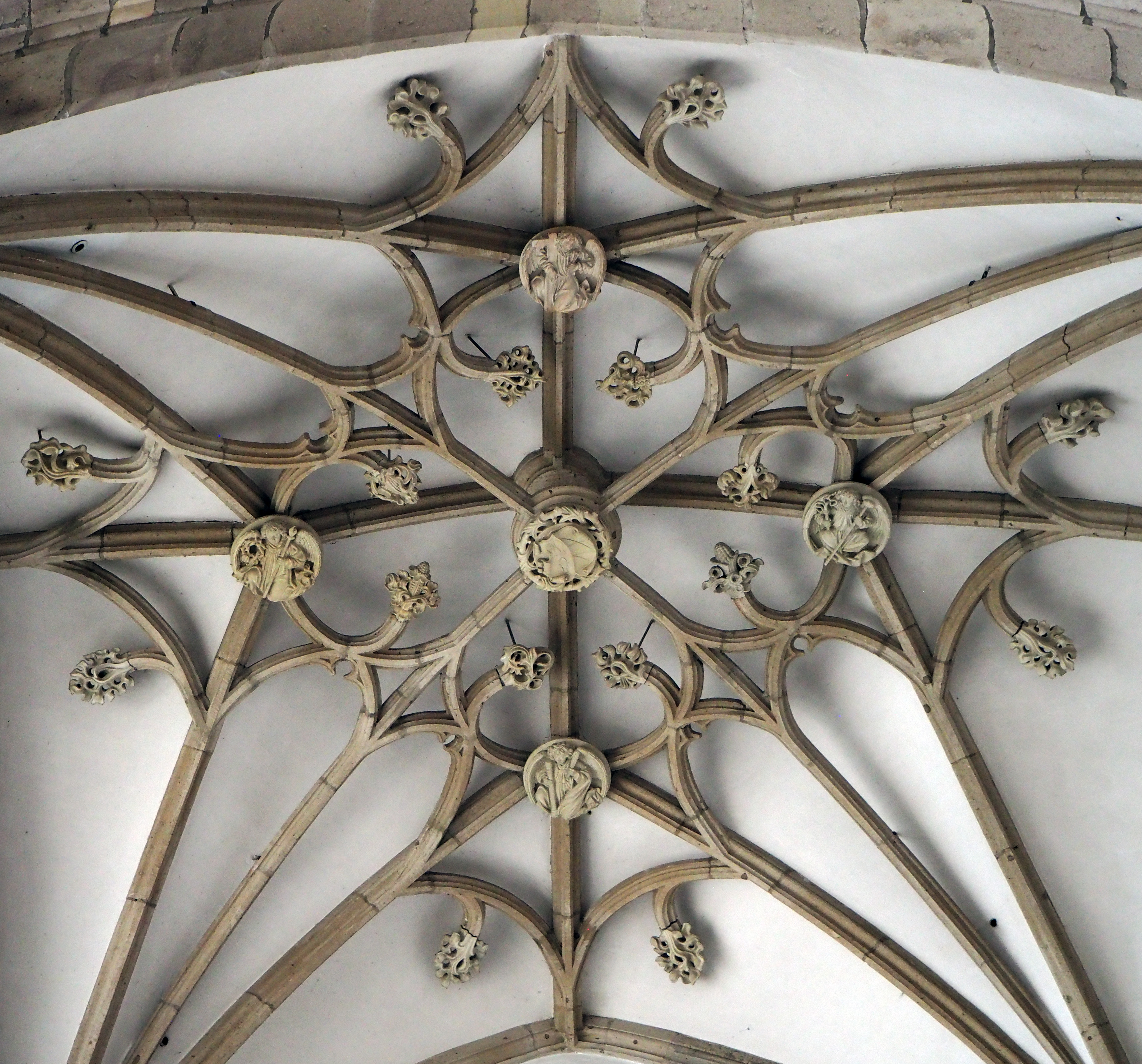
Untergehängtes Ziergewölbe in der Alyschläger-Kapelle

## Baugeschichte

Ostansicht von 1951

In der Zeit um 800 stand an dieser Stelle eine Fachwerkkirche. Das Gebäude wurde im Laufe der Jahre mehrfach erneuert und vergrößert. In frühester Zeit unterstand der Dom dem Kloster Echternach, der Grabstätte des Friesenmissionars Willibrord. Als Hansestadt und Hauptort des Herzogtums Kleve konnte die Stadt sich Ostern 1540 der Reformation anschließen. Sie wurde in der Folgezeit durch Einfluss der Glaubensflüchtlinge ein Zentrum reformierten Kirchentums. Diese Entwicklung spiegelt sich noch heute in der schlichten Gestaltung des Gottesdienstraumes wider. Bis 1612 standen hier noch über 30 Altäre. Von 1883 bis 1896 wurde der Willibrordi-Dom, vor allem aus Mitteln der vom Kaiser genehmigten Lotterien, unter Leitung des Regierungsbaumeisters Paul Lehmgrübner dem Zeitgeist entsprechend neugotisch renoviert. Dabei wurde auch der bereits im Mittelalter geplante Chorumgang ausgeführt. Die circa 50 vorhandenen Grabsteine, die im Fußboden verlegt waren, wurden seinerzeit an den Wänden angebracht. Bis 1805 wurde der Kirchenraum auch als Begräbnisplatz der Stadt genutzt.
Durch alliierte Bombenangriffe und Granatbeschuss gegen Ende des Zweiten Weltkriegs wurde mit der Stadt Wesel auch der Willibrordi-Dom erheblich beschädigt. Der Wiederaufbau ab 1948 durch den Willibrordi-Dombauverein Wesel, eine Bürgerinitiative, geschah im Auftrag der Evangelischen Kirchengemeinde in Anlehnung an die spätmittelalterliche Ausführung. Die neugotische Überarbeitung des 19. Jahrhunderts wurde mit Ausnahme des Chorumgangs weitgehend abgetragen. Mit Errichtung des Chorreiters 1994, von dem heute vier Mal täglich ein Glockenspiel erklingt, wurde der Wiederaufbau abgeschlossen.

## Zeittafel
- 800: Holz-Fachwerkkirche (4,50 m × 10,0 m) mit westlicher Vorhalle
- 1000–1050: Einschiffiger Bau aus Bruchsteinen (7,00 m × 15,00 m) mit Apsis
- 1150–1181: Dreischiffiger romanischer Neubau mit quadratischem Chor und Apsis, Nebenchören und Westturm
- um 1250: Erweiterung des Chorraums nach Osten
- 1424–1480: Umbau und Ausbau zur dreischiffigen gotischen Basilika (zeitgleich mit dem Bau der Mathenakirche von 1429–1508)
- 1478: Fertigstellung des neuen und Abbruch des alten Turms der Vorgängerkirche
- 1498–1540: Ausbau zur fünfschiffigen spätgotischen Basilika, dem heutigen Kirchengebäude. Der Turm wird aus dem Vorgängerbau übernommen. Geplant, aber nicht ausgeführt zum Zeitpunkt der Reformation ist der im Fundament angelegte Chorumgang mit Kapellenkranz, die Wölbungen des Mittelschiffs, des Hohen Chors und der Querhäuser. Im Inneren ähnlich St. Viktor (Xanten): Hochaltar, an jeder Säule ein Altar, insgesamt 30 Stück, Gemälde und reiche Ausmalung.
- 1557: Fertigstellung des Lettners
- 1594: Zerstörung des Turms durch Blitzeinschlag, in der Folge auch der Gewölbe des südlichen äußeren Seitenschiffes und des Lettners
- 1598: Turm-Notdach mit offener Laterne
- Bis 1612: Verkauf von Altargeräten, Bildern und der Altäre selbst. Fortschreitender Verfall.
- 1874: Schließung des Doms wegen Baufälligkeit
- 1883–1896: Restaurierung, allerdings nicht historisch, sondern neugotisch dem Zeitgeist entsprechend
- 1945: Schwere Beschädigung im Februar/März durch Bomben- und Granateinschläge und Zerstörung der Orgel
- 1947: Gründung des „Willibrordi-Dombauverein Wesel e. V.“ und Beschluss: Der Wiederaufbau soll im Rückgriff auf die spätmittelalterliche Ausführung mit Ausnahme des geplanten und seinerzeit nicht ausgeführten Chorumgangs erfolgen.
- 1952: Fertigstellung der Notkirche im Hohen Chor
- 1955–1957: Ausgrabungen in der Vierung und dem Chorraum
- 1959: Erneuerung des östlichen Teils einschließlich des Querhauses
- 1963: Fertigstellung des Langhauses, Aufbau der Nachkriegsorgel
- 1968: Fertigstellung der Turmhalle und der restlichen Seitenschiffe
- 1978: Aufbringung des neuen Turmhelms nach genau 500 Jahren
- 1984: Mit der Wölbung der beiden letzten südwestlichen Seitenkapellen kann der gesamte Kirchenraum wieder genutzt werden.
- 1991: Fertigstellung des Brautportals
- 1994: Aufbringen des Chorreiters mit Glockenspiel
- 2000: Neue Orgel mit 56 Registern

## Orgel
Das Rechnungsbuch der Kirche belegt, dass der Willibrordi-Dom bereits 1418 eine Orgel besaß. Johann Bader baute 1645 eine Orgel mit 27 Registern auf drei Manualen und einem Pedal über dem heutigen Haupteingang am Nordportal.

### Sauer (1895)
W. Sauer Orgelbau erbaute 1895 eine Orgel im Gehäuse der Bader-Orgel von 1645 und sie besaß nach ihrer Fertigstellung 80 Register verteilt auf drei Manuale und Pedal. Die Windladen des I. und II. Manuals und das Pedal waren als pneumatische Kegelladen; die Windlade des Manual III war als mechanische Schleiflade ausgeführt. Mit ihrer Disposition gehörte sie damals bis zu ihrer Zerstörung zu einer der größten Kirchenorgeln Westdeutschlands. Karl Straube kam wegen ihrer Größe im Jahre 1897 nach Wesel und übernahm an dieser Orgel das Organistenamt. Auf der Sauer-Orgel führte er unter anderem Max Regers op 27, 29, 30, 40 Nr. 1, 46 und 52 Nr. 1 erstmals auf. Das Instrument, das 1945 vollkommen zerstört wurde, hatte folgende Disposition:
| I Manual C–f3   |            |
| Principal       | 16′        |
| Bordun          | 16′        |
| Gamba           | 16′        |
| Principal       | 8′         |
| Hohlflöte       | 8′         |
| Viola di Gamba  | 8′         |
| Doppelflöte     | 8′         |
| Gemshorn        | 8′         |
| Traversflöte    | 8′         |
| Quintatön       | 8′         |
| Geigenprincipal | 8′         |
| Gedackt         | 8′         |
| Quinte          | 5 1⁄3′     |
| Octave          | 4′         |
| Spitzflöte      | 4′         |
| Fugara          | 4′         |
| Rohrflöte       | 4′         |
| Piccolo         | 2′         |
| Rauschquinte    | 2 ⁄3′ + 2′ |
| Groß-Cymbel     | 2 ⁄7′ + 2′ |
| Mixtur V        |            |
| Scharf V        |            |
| Cornett III–V   |            |
| Trompete        | 16′        |
| Trompete        | 8′         |

| II Manual C–f3   |            |
| Geigenprincipal  | 16′        |
| Bordun           | 16′        |
| Principal        | 8′         |
| Rohrflöte        | 8′         |
| Salicional       | 8′         |
| Flûte harmonique | 8′         |
| Spitzflöte       | 8′         |
| Harmonika        | 8′         |
| Gedackt          | 8′         |
| Dolce            | 8′         |
| Octave           | 4′         |
| Flöte            | 4′         |
| Gemshorn         | 4′         |
| Flaute dolce     | 4′         |
| Rauschquinte     | 2 ⁄3′ + 2′ |
| Mixtur IV        | 2′         |
| Cornett IV       | 4′         |
| Fagott           | 16′        |
| Tuba             | 8′         |
| Oboe             | 8′         |

| III Manual C–f3    |       |
| Salicional         | 16′   |
| Liebl. Gedackt     | 16′   |
| Principal          | 8′    |
| Konzertflöte       | 8′    |
| Schalmei           | 8′    |
| Liebl. Gedackt     | 8′    |
| Aeoline            | 8′    |
| Voix céleste       | 8′    |
| Dulciana           | 8′    |
| Praestant          | 4′    |
| Traversflöte       | 4′    |
| Violine            | 4′    |
| Gemsquinte         | 2 ⁄3′ |
| Flautino           | 2′    |
| Harm. aetherea III |       |
| Clarinette         | 8′    |
| Vox humana         | 8′    |

| Pedal C–d1    |         |
| Contrabass    | 32′     |
| Untersatz     | 32′     |
| Principal     | 16′     |
| Violon        | 16′     |
| Subbass       | 16′     |
| Quintbass     | 10 2⁄3′ |
| Gemshorn      | 16′     |
| Bassflöte 16′ |         |
| Oktavbass 8′  |         |
| Gedackt       | 8′      |
| Viola d’amour | 8′      |
| Violoncello   | 8′      |
| Flöte         | 4′      |
| Cornett III   |         |
| Contraposaune | 32′     |
| Posaune       | 16′     |
| Trompete      | 8′      |
| Clairon       | 4′      |

- Koppeln: II/I, III/I, III/II, I/P, II/P, III/P
- Spielhilfen: Tutti-Koppel; mf, f, ff jeweils in I, II und III; Tutti; Rohrwerke [an oder ab?], Rollschweller für das ganze Werk

### Marcussen & Søn (2001)

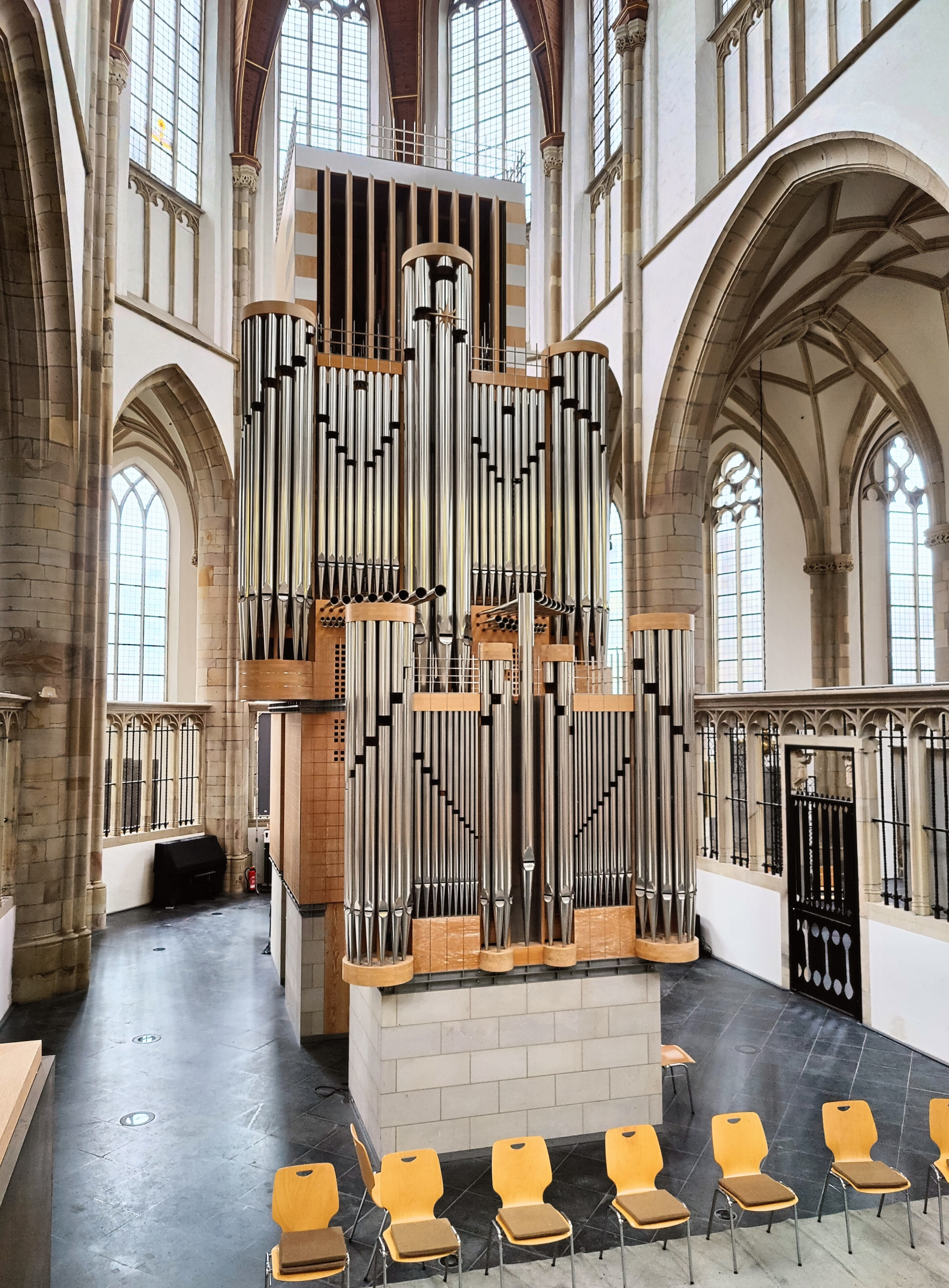
Marcussen-Orgel

Nach der Zerstörung der Sauer-Orgel im Zweiten Weltkrieg baute die Firma Walcker 1964 die „Karl-Straube-Orgel“ mit 66 Register auf vier Manualen und Pedal im Chorraum. An derselben Stelle wurde in den Jahren 2000–2001 von der dänischen Orgelbaufirma Marcussen & Søn (Aabenraa) eine neue große Orgel errichtet. Teilweise wurden Register aus der Vorgängerorgel übernommen. Die Orgel hat 56 Register (4675 Pfeifen) auf drei Manualen und Pedal. Die Spieltrakturen sind mechanisch, die Registertrakturen und Koppeln sind elektrisch. Es existieren zwei austauschbare Pedalklaviaturen (radial, parallel). Ein zusätzlicher mobiler Spieltisch ist geplant.
| I Rückpositiv C–a3 |                   |       |
| 1.                 | Bordun            | 16′   |
| 2.                 | Prinzipal         | 8′    |
| 3.                 | Gedackt           | 8′    |
| 4.                 | Spitzgambe        | 8′    |
| 5.                 | Oktave            | 4′    |
| 6.                 | Rohrflöte         | 4′    |
| 7.                 | Nasat             | 2 ⁄3′ |
| 8.                 | Gemshorn          | 2′    |
| 9.                 | Sesquialtera II   | 2 ⁄3′ |
| 10.                | Cornet II (ab a0) |       |
| 11.                | Quinte            | 1 ⁄3′ |
| 12.                | Mixtur V-VI       |       |
| 13.                | Dulzian           | 16′   |
| 14.                | Cromorne          | 8′    |
|                    | Tremulant         |       |

| II Hauptwerk C–a3 |                    |       |
| 15.               | Prinzipal          | 16′   |
| 16.               | Oktave I-III       | 8′    |
| 17.               | Hohlflöte          | 8′    |
| 18.               | Rohrgedackt        | 8′    |
| 19.               | Gamba              | 8′    |
| 20.               | Oktave I-III       | 4′    |
| 21.               | Spitzflöte         | 4′    |
| 22.               | Quinte             | 2 ⁄3′ |
| 23.               | Oktave I-III       | 2′    |
| 24.               | Waldflöte          | 2′    |
| 25.               | Hintersatz VI-IX   |       |
| 26.               | Scharf VI-VII      |       |
| 27.               | Trompete           | 16′   |
| 28.               | Trompete           | 8′    |
| 29.               | Spanische Trompete | 8′    |

| III Schwellwerk C–a3 |                      |        |
| 30.                  | Rohrpommer           | 16′    |
| 31.                  | Salizional           | 8′     |
| 32.                  | Voix céleste (ab c0) | 8′     |
| 33.                  | Rohrflöte            | 8′     |
| 34.                  | Quintatön            | 8′     |
| 35.                  | Prestant             | 4′     |
| 36.                  | Flute octaviante     | 4′     |
| 37.                  | Nazard               | 2 ⁄3′  |
| 38.                  | Octavin              | 2′     |
| 39.                  | Tierce               | 1 3⁄5′ |
| 40.                  | Plein Jeu V-VII      |        |
| 41.                  | Basson               | 16′    |
| 42.                  | Trompette            | 8′     |
| 43.                  | Vox humana           | 8′     |
| 44.                  | Oboe                 | 8′     |
| 45.                  | Clairon              | 4′     |
|                      | Tremulant            |        |

| Pedal C–f1 |            |     |
| 46.        | Untersatz  | 32′ |
| 47.        | Prinzipal  | 16′ |
| 48.        | Subbass    | 16′ |
| 49.        | Oktave     | 8′  |
| 50.        | Spitzflöte | 8′  |
| 51.        | Oktave     | 4′  |
| 52.        | Nachthorn  | 2′  |
| 53.        | Mixtur V   |     |
| 54.        | Posaune    | 16′ |
| 55.        | Fagott     | 16′ |
| 56.        | Trompete   | 8′  |

- Koppeln: I/II, III/II, III/I, I/P, II/P, III/P
- Spielhilfen: Zimbelstern (6 Glöckchen), 4×20×64-fache Setzeranlage, Sequenzer, Diskettenlaufwerk, programmierbares Generalcrescendo

## Kirchenmusik
Orgelkonzerte und Konzerte mit geistlicher Musik unter Beteiligung der kirchenmusikalischen Gruppen am Dom, der Domkantorei und dem Bläserchor werden regelmäßig im Rahmen der „Weseler Domkonzerte“ veranstaltet. Darüber hinaus findet eine Vielzahl weiterer kultureller Veranstaltungen im Dom statt.
Bedeutende Kirchenmusiker der Kirche waren Karl Straube und Hanns-Alfons Siegel. Gegenwärtiger Kirchenmusiker ist Ansgar Schlei.

## Technische Angaben
Raummaße (aufgelistet von Ost nach West)
- Chorumgang = 6 m breit
- Chorraum = 20 m × 10 m
- Vierung = 10 m × 10 m
- Hauptschiff = 18 m × 10 m
- Turmhalle = 10 m × 10 m

Höhenangaben
- Raumhöhe über dem Hauptschiff = 25 m, über den Seitenschiffen = 10 m
- Fußbodenhöhe Kirchenraum = 24,5 m ü. NN
- Turmgalerie = 68,0 m ü. NN
- Turmknopf = 113,91 m ü. NN

## Glocken
Im Turm befinden sich vier Glocken.

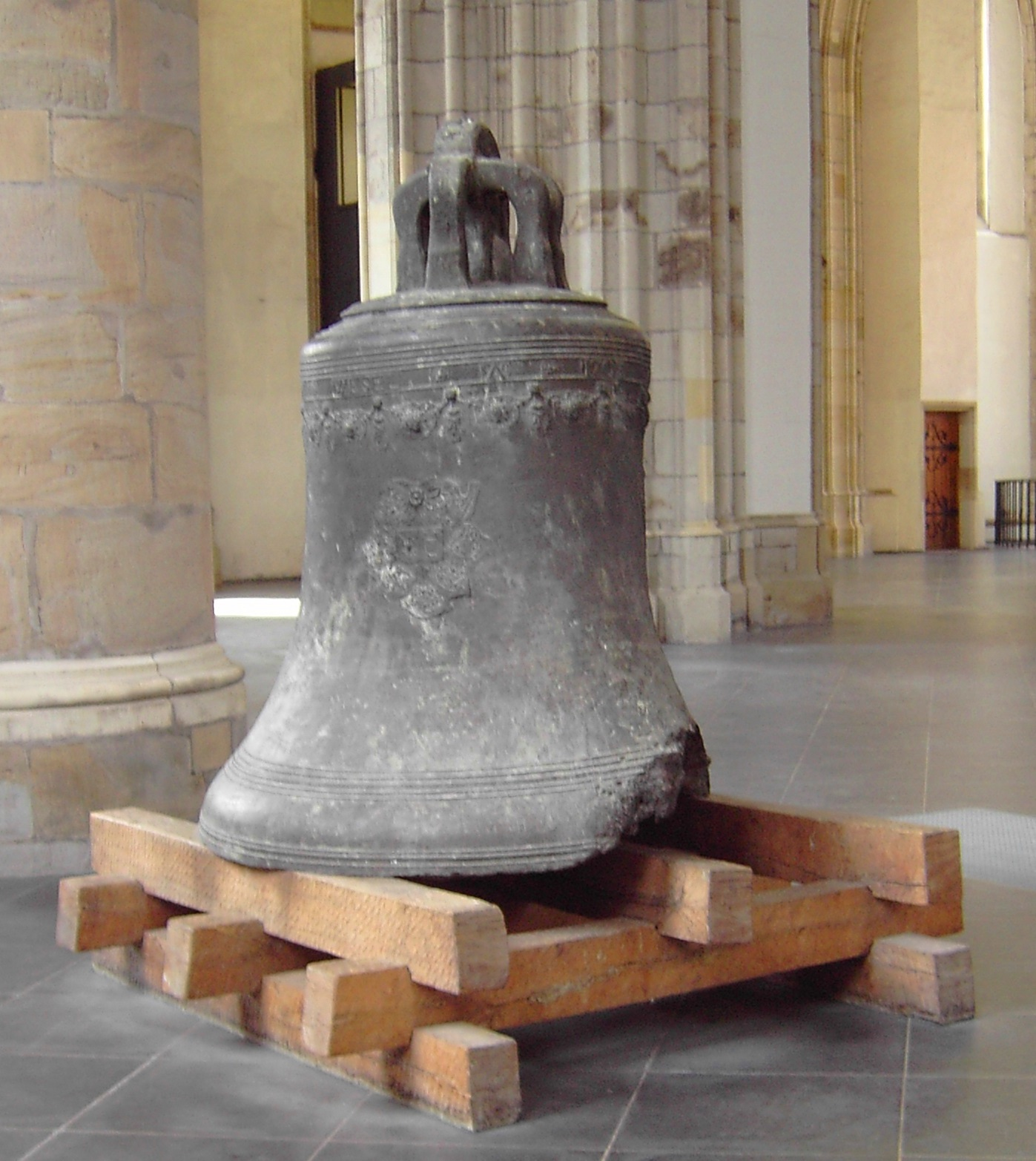
Glocke aus der Mathenakirche

Ihre Inschrift lautet gleich bleibend: Kommt denn es ist alles bereit. Luc. 14,17. Alexius Petit goss mich in Gescher. Kr. Coesfeld. 1832.
| Nr. | Gussjahr | Gießer; Ort            | Gewicht  | Inschrift                                     | Schlagton |
| --- | -------- | ---------------------- | -------- | --------------------------------------------- | --------- |
| 1   | 1832     | Alexius Petit; Gescher | 4.098 kg | Kommt denn es ist alles bereit (Lucas 14: 17) | a0        |
| 2   | 1832     | Alexius Petit; Gescher | 2.550 kg | Kommt denn es ist alles bereit                | h0        |
| 3   | 1832     | Alexius Petit; Gescher | 2.000 kg | Kommt denn es ist alles bereit                | cis1      |
| 4   | 1832     | Alexius Petit; Gescher | 1.150 kg | Kommt denn es ist alles bereit                | e1        |

Zudem befindet sich im südlichen Seitenschiff noch eine barocke Glocke aus dem Jahr 1703. Gegossen wurde sie von Johann Swys in Wesel. Sie trägt ein Doppelwappen, das preußische Wappen und das Weseler Stadtwappen, und an der oberen Kante einen Puttenfries mit Girlanden.
Diese Glocke hing im Turm der Mathenakirche; sie wurde 1945 bei der Zerstörung der Kirche schwer beschädigt.